# 牌楼沟（丙）遗址
牌楼沟（丙）遗址，位于中国青海省平安县古城乡牌楼沟村，为青海省市县级文物保护单位，公布日期为1987年6月2日，类型为古遗址。
牌楼沟（丙）遗址的历史年代为青铜时代。